# بطولة الأمم الرئيسية للسيدات 1996
بطولة الأمم الرئيسية للسيدات 1996 (بالإنجليزية: 1996 Women's Home Nations Championship)‏ هو الموسم 1 من  بطولة الأمم الست للسيدات. أقيم خلال الفترة 17 يناير 1996 وحتى 21 مارس 1996، وكان عدد الأندية المشاركة فيه  4، وفاز فيه منتخب إنجلترا الوطني لاتحاد الرغبي للسيدات.